# Cellulóz-nitrát
A cellulóz-nitrát (más néven nitro-cellulóz) a természetben legnagyobb mennyiségben előforduló szerves vegyület, a cellulóz salétromsav-észtere. Egyik formája a lőgyapot, egy 19. században kifejlesztett robbanószer, és ebből készült a celluloid, a régi filmek rugalmas hordozóanyaga is.

## Előállítása

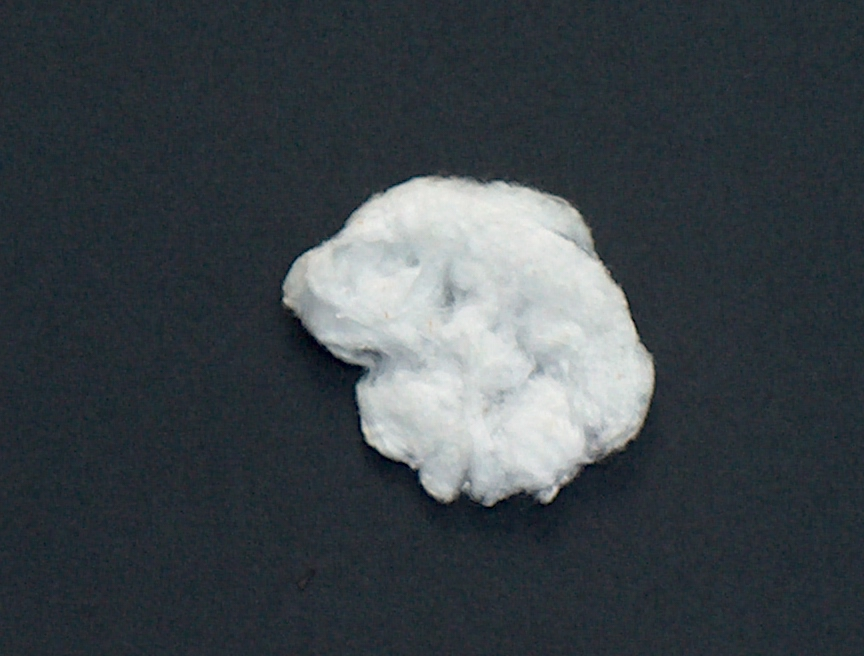
Cellulóz-nitrát

Cellulózból állítható elő nitrálósav (tömény kénsav és salétromsav hűtött elegye) segítségével. A cellulóz maximum három molekula salétromsavat vehet fel glükózegységenként. Ekkor cellulóz-trinitrát keletkezik. A nitro-cellulóz név helytelen, mert nem nitro- (-NO2), hanem nitrátcsoportot (-O-NO2) tartalmaz.
Léteznek részlegesen nitrált cellulózszármazékok is. Részlegesen nitrált származékok keletkezhetnek a kísérleti körülményektől és a nitrálósav összetételétől függően. Ilyen származék a kollódium, ami cukoregységenként valamivel több, mint két nitrátcsoportot tartalmaz. A kollódium jobban oldható szerves oldószerekben, mint a lőgyapot. Alkohol és éter 1:3 arányú elegyében például feloldódik.

## Felhasználása
A cellulóz-nitrát gyakorlati jelentősége nagy. Fontos robbanószer. Az ilyen célra gyártott cellulóz-trinitrátot lőgyapotnak is szokás nevezni. Füstmentes lőport készítenek belőle. A lőgyapotot különböző formákban hozzák forgalomba, a robbanózselatin például nitroglicerinnel duzzasztott változat. Nagy hatóerejű robbanóanyag, a tolóhatású lőpor helyett csöves tűzfegyverekben önmagában nem használható. Robbanótestek gyártásához és másféle robbanóanyagok készítéséhez, használják, például a nitroglicerin flegmatizálásához.
Kollódiumból állítható elő a celluloid, ami a legrégebben ismert műanyag. A kollódiumot először alkohol és éter elegyében feloldják (a kollódium ebben oldódik, de a lőgyapot nem). Ekkor viszkózus oldat keletkezik. Ehhez az oldathoz kámfort adnak gyantalágyító szerként. Az oldószer eltávolítása után celluloid keletkezik. A celluloid rugalmas, átlátszó, régebben filmnyersanyagok előállítására használták. A celluloid azonban gyúlékony, ezért kiszorította a cellulóz-acetát.
A kollódiumoldatot a gyógyászatban is használták. A sebészet használta fel nyílt sebfelületek védelmére.
Régebben a cellulóz-nitrátot a nitrát műselyem előállítása során is felhasználták, de a cellulóz-nitrát robbanásveszélyessége miatt beszüntették a gyártását.

## A lőgyapot
A lőgyapot egy 1846-ban Christian Friedrich Schönbein által felfedezett robbanószer (piroxilin).
Képlete: C6H7(NO3)3O2 (cellulóz-trinitrát) vagy C12H14(NO3)6O4 (cellulóz-hexanitrát).
Mind a két vegyület esetében az alkotó elemek százalékos aránya egyenlő, csak a molekulaszerkezete más (izomerek), így elnevezésük is más.

### Készítése
A lőgyapot készítésének lényege a következő: 1 súlyrész jól megtisztított és kiszárított pamutot 24 óráig áztatnak 10°-ra lehűtött olyan savelegy 10 súlyrésznyi mennyiségében, mely 1 térfogat 1,5 sűrűségű tiszta koncentrált salétromsavból és 3 térfogat 1,85 fajsúlyú tiszta koncentrált kénsavból áll. Ezután centrifugáló gépekben vagy sajtolással a sav fölöslegét eltávolítva, nagyobb mennyiségű vízben több napig folytonosan tiszta vízzel mossák. Végül az alacsonyabb cellulóz-nitrátok (kolloidumgyapot) kioldása végett 1 rész alkoholból és 3 rész éterből álló elegyben áztatják, és enyhe hőmérsékleten (25–27°) megszárítják. A sajtolt (komprimált) lőgyapot hasonló módon készül azzal a különbséggel, hogy a jól kimosott tömeget a papírgyárakban használatos gépekben (rag engine) felaprózzák, forró vízzel péppé alakítják és nagy nyomású (600 atmoszférájú) sajtológépekben henger alakúvá formálják.

### Tulajdonságai
A lőgyapot pamuthoz hasonló anyag, amely alkoholban, éterben, kloroformban stb. oldhatatlan, az aceton igen gyengén és lassan oldja fel, feloldódik azonban koncentrált savakban. A lőgyapotból koncentrált kénsavval és higannyal való összerázáskor az összes nitrogén mint nitrogén-oxid távozik el. 150-180°-ra melegítve (néha már 136°-on) olyan gyorsan fellobban, hogy a lőporra helyezett lőgyapot a meggyújtáskor a lőport nem lobbantja föl. E tulajdonsága miatt tenyérre téve veszély nélkül meggyújtható.
A tiszta lőgyapot a levegőn nem változik meg, de a direkt napfény kis mértékben elbontja. Könnyebben bomlik akkor, ha nedves, legkönnyebben, ha nem volt tökéletesen kimosva. Az ilyen lőgyapotból gázok, néha vörös gőzök fejlődnek. A lassú bomlás következtében gyakran a raktárakban veszélyes robbanások következnek be, melyek iszonyú rombolásokat okoztak. Tapasztalat szerint a lőgyapot sokkal állandóbb lesz, ha kimosás után híg szóda- vagy vízüveg- (nátrium-szilikát) oldatba áztatják.
Legfontosabb sajátsága, hogy ütéstől, erősebb lökéstől vagy durranóhigannyal meggyújtva igen hevesen felrobban. A lőgyapotból a fellobbanáskor nagy mennyiségű gáz képződik (1 g lőgyapotból a búvárok szerint 500-720 cm³ gáz fejlődik), mely főként szén-monoxidból, nitrogén-oxidból, szén-dioxidból, vízgőzből, metánból és nitrogénből áll. Ha tekintetbe vesszük, hogy a lőgyapot fellobbanásakor a nagy mennyiségű gázon kívül igen magas a hőmérséklet, a számítás szerint 6000 °C, úgyszólván pillanat alatt fejlődik, mely a képződött gázoknak óriási feszítőerőt kölcsönöz: a lőgyapot robbantó hatása 4-5-ször nagyobb a lőporénál.